# Pascoea parcemaculata
Pascoea parcemaculata là một loài bọ cánh cứng trong họ Cerambycidae.